# Aca Seca
Aca Seca Trío es un grupo argentino vocal e instrumental y su repertorio transita principalmente el género de la canción de raíz folclórica. Fue formado a mediados del año 1999 cuando sus integrantes cursaban Composición, y Dirección Coral y Orquestal en la Facultad de Bellas Artes en la Universidad Nacional de La Plata (Argentina).

## Historia
El grupo Aca Seca se formó a mediados de 1999. Su nombre ―de tono humorístico― significa "excremento seco" en quechua.
Desde el año 2000 se han presentado en numerosos lugares de Argentina y en Brasil, Chile, China, Ecuador, España, Estados Unidos, Francia, Japón, Italia, Uruguay y Venezuela. Su repertorio está compuesto mayormente por canciones de Juan Quintero y de otros compositores como Carlos Aguirre, Juan Falú, Jorge Fandermole, Hugo Fattoruso y Lucho González. Han recibido numerosos elogios de artistas mundialmente consagrados como Pat Metheny, Bob James, Egberto Gismonti y Hermeto Pascoal. Además, en ocasiones compartieron escenario con importantes artistas como Francesca Ancarola, Pedro Aznar, Raúl Carnota, Mono Fontana, León Gieco, Liliana Herrero, Ivan Lins y Javier Malosetti.
En el año 2003 editaron su primer disco, Aca Seca Trío, que tuvo un elogioso recibimiento por parte de la crítica especializada y de otros artistas como Luis Alberto Spinetta, Pedro Aznar, Egberto Gismonti, León Gieco y el Mono Fontana, entre otros. El disco les abrió nuevos escenarios y posibilidades a todos sus miembros.
En 2005 recibieron el Premio Konex otorgado por la Fundación Konex a las 100 personalidades destacadas en los últimos diez años de la música popular, y estuvieron nominados para el Premio Clarín Espectáculos como «revelación en folclore». En el año 2006 editaron su segundo disco, Avenido, también muy bien recibido por la crítica. Con este disco se posicionaron definitivamente en el ámbito local de grupos folclóricos de vanguardia.
En el año 2009 editaron su tercer disco, Ventanas, con el cual recorrieron varios países de Latinoamérica durante el año 2010. Ventanas salió con dos ediciones. La primera consiste en un disco con 12 canciones y la segunda edición incluye además del disco un DVD con presentaciones realizadas en estudio y en vivo.
En 2014 grabaron su cuarto CD, Hermanos, en vivo en Café Vinilo, junto a Diego Schissi Quinteto. En 2015 volvieron a ser premiados, esta vez con el Konex de Platino como el mejor conjunto de folklore de la década en la Argentina.
En 2018 grabaron su quinto CD, Trino, ganandor del  Premio Gardel al mejor álbum de folklore alternativo.

## Integrantes
- Andrés Beeuwsaert, nacido en Olavarría (provincia de Buenos Aires) en 1978.
  - Teclados, piano, percusión y voz.
- Mariano Cantero, nacido en la ciudad de Santa Fe en 1974.
  - Percusión, batería y voz.
- Juan Quintero, nacido en San Miguel de Tucumán en 1977.
  - Guitarra, percusión y voz.

## Discografía
- 2003: Aca Seca Trío, editado por Imaginary South Records.
- 2006: Avenido, editado por Imaginary South Records.
- 2009: Ventanas. Edición propia.
- 2009: La música y la palabra (compilado de sus dos primeros CD; editado en Italia por SudMusic).
- 2014: Hermanos, Aca Seca Trío + Diego Schissi Quinteto. Editado por Vinilo Discos. Grabado en vivo en Café Vinilo el 30 de octubre de 2013.
- 2018: Trino.￼